# Microsoft Mathematics

Microsoft Mathematics 4.0: Area Grafica

Microsoft Mathematics (in precedenza Microsoft Math) è un programma educativo, progettato per Microsoft Windows, che consente agli utenti di risolvere problemi di matematica e scienze. Sviluppato e gestito dalla Microsoft, è destinato principalmente agli studenti come strumento didattico.
Un componente aggiuntivo freeware correlato per Microsoft Word e Microsoft OneNote, chiamato Componente aggiuntivo Microsoft Mathematics per Word e OneNote, è stato anche reso disponibile dalla Microsoft. Offre funzionalità analoghe al programma stesso (richiede Word 2007 o superiore, per l'installazione).
Microsoft Math ha ricevuto il Premio di Eccellenza 2008 dalla Tech & Learning Magazine.

## Caratteristiche
Microsoft Math contiene funzionalità che sono state progettate per aiutare a risolvere matematica, scienze, tecnologia e problemi relativi, oltre che per educare l'utente. L'applicazione dispone di strumenti come una calcolatrice grafica e un convertitore delle unità di misura. Include anche un risolutore di triangoli, una libreria di formule ed equazioni, e un risolutore di equazioni che illustra il procedimento risolutivo passo dopo passo ad ogni problema, caratteristica utile agli studenti che tentano di apprendere come si risolvono i problemi.
La versione indipendente di Microsoft Math 3.0 ha anche il supporto per il calcolo e il riconoscimento della scrittura, che permette all'utente di scrivere a mano i problemi e di averli riconosciuti da Microsoft Math.
Questo visualizzatore grafico è adatto anche al calcolo con più variabili. Per esempio, la modalità parametrica del grafico permette allo studente di tracciare il grafico di funzioni vettoriali in 3D.

## Versioni
- Microsoft Math 1.0 – Disponibile solo in Microsoft Student 2006
- Microsoft Math 2.0 – Disponibile solo in Microsoft Student 2007
- Microsoft Math 3.0 – Versione completa disponibile o come prodotto acquistabile separatamente o come versione ridotta chiamata Calcolatrice di Encarta disponibile come parte di Microsoft Student 2008. Le funzionalità complete della versione separata comprendono esclusivamente il supporto di calcolo, funzioni di riconoscimento digitale della scrittura e una modalità di visualizzazione speciale per i videoproiettori. La versione separata è anche la prima versione di Microsoft Math che richiede l'attivazione del prodotto.[4]
- Microsoft Mathematics 4.0 – Questa versione è stata distribuita nelle edizioni a 32-bit e 64-bit per essere scaricata gratuitamente nel mese di gennaio 2011.[5] È dotata di un'interfaccia Ribbon.

## Requisiti di sistema
I requisiti di sistema per Microsoft Mathematics sono:
|                   | Requisiti Minimi                      | Requisiti Consigliati                 |
| ----------------- | ------------------------------------- | ------------------------------------- |
| Processore        | Pentium 500 MHz o equivalente         | Pentium 1 GHz o equivalente           |
| Sistema Operativo | Microsoft Windows XP SP3 o successivi | Microsoft Windows XP SP3 o successivi |
| RAM               | 256 MB                                | 512 MB                                |
| Hard disk         | 65 MB di spazio libero                | 65 MB di spazio libero                |
| Scheda video      | 64 MB di RAM video                    | 64 MB di RAM video                    |
| Risoluzione       | VGA o migliore, 800 x 600, 256 colori | VGA o migliore, 1024 x 768, 32-bit    |
| Altri requisiti   | .NET Framework 3.5 SP1 o successivo   | .NET Framework 3.5 SP1 o successivo   |